# 张世尧
张世尧（1932年—），男，浙江宁波人，中华人民共和国政治人物，曾任中华人民共和国商业部副部长，中国烹饪协会会长、名誉会长，第八、九届全国政协委员。